# Edvard Blaumüller
Edvard Blaumüller, född 12 april 1851, död 2 oktober 1911, var en dansk författare.
Blaumüller var präst vid Helligaandskirken i Köpenhamn. Hans viktigaste arbeten är: på vers: Saul (1886), Agnete og Havmanden (1894), Skilderier (1903); samt på prosa: Gækske Masker (1907) och Nymfernes Brønd (1911).